# Dmitri Tarasov
Pour les articles homonymes, voir Tarassov.
Dmitri Alekseïevitch Tarasov (en russe : Дми́трий Алексе́евич Тара́сов) est un footballeur russe, né le 18 mars 1987 à Moscou, en Union soviétique. Il joue au poste de milieu défensif.

## Biographie
En 2004 et 2005, Tarasov joue pour l'équipe réserve du Spartak Moscou. En 2006, il rejoint le Tom Tomsk et fait ses débuts en Première Ligue Russe en entrant à la 73e minute du match contre le FK Rostov le 15 octobre 2006.
En février 2009, Tarasov retourne à Moscou pour rejoindre le FK Moscou. Il signe pour trois ans au Lokomotiv Moscou le 28 décembre 2009.
Le 16 février 2016, alors que les relations de la Russie et la Turquie sont tendus, à la fin du match de Ligue Europa Fenerbahçe-Lokomotiv Moscou, Dmitri Tarasov a exhibé un tee-shirt floqué du portrait de Vladimir Poutine portant un béret vert, avec l’inscription en russe « Le plus poli des présidents ». Plusieurs quotidiens turcs ont dénoncé une « provocation d’un joueur de football russe ». Cependant, en Russie, le patriotisme de Dmitri Tarasov n'a pas été très apprécié. Sergueï Poddoubny, le vice-président du Comité chargé du sport à la Douma lui demande plutôt de « courir plus vite, frapper plus fort et marquer plus souvent, ça ce serait du patriotisme ». Pour son geste, le club du Lokomotiv Moscou lui inflige une amende de 300 000 €.

## Statistiques
| Saison                | Club                  | Championnat           | Championnat | Championnat | Coupe(s) nationale(s) | Coupe(s) nationale(s) | Compétition(s) continentale(s) | Compétition(s) continentale(s) | Compétition(s) continentale(s) | Total | Total |
| Saison                | Club                  | Division              | M.          | B.          | M.                    | B.                    | Comp.                          | M.                             | B.                             | M.    | B.    |
| 2006                  | Tom Tomsk             | D1                    | 4           | 0           | 1                     | 1                     | -                              | -                              | -                              | 5     | 1     |
| 2007                  | Tom Tomsk             | D1                    | 24          | 1           | 5                     | 0                     | -                              | -                              | -                              | 29    | 1     |
| 2008                  | Tom Tomsk             | D1                    | 26          | 1           | 2                     | 1                     | -                              | -                              | -                              | 28    | 2     |
| 2009                  | FK Moscou             | D1                    | 25          | 2           | 4                     | 1                     | -                              | -                              | -                              | 29    | 3     |
| Sous-total            | Sous-total            | Sous-total            | 79          | 4           | 12                    | 3                     | -                              | -                              | -                              | 91    | 7     |
| 2010                  | Lokomotiv Moscou      | D1                    | 26          | 1           | -                     | -                     | C3                             | 2                              | 0                              | 28    | 1     |
| 2011-2012             | Lokomotiv Moscou      | D1                    | 9           | 1           | 1                     | 0                     | C3                             | 4                              | 0                              | 14    | 1     |
| 2012-2013             | Lokomotiv Moscou      | D1                    | 18          | 2           | 1                     | 0                     | -                              | -                              | -                              | 19    | 2     |
| 2013-2014             | Lokomotiv Moscou      | D1                    | 17          | 4           | -                     | -                     | -                              | -                              | -                              | 17    | 4     |
| 2014-2015             | Lokomotiv Moscou      | D1                    | 14          | 0           | 2                     | 0                     | C3                             | 2                              | 0                              | 18    | 0     |
| 2015-2016             | Lokomotiv Moscou      | D1                    | 23          | 0           | -                     | -                     | -                              | -                              | -                              | 23    | 0     |
| 2016-2017             | Lokomotiv Moscou      | D1                    | 12          | 1           | 2                     | 0                     | -                              | -                              | -                              | 14    | 1     |
| 2017-2018             | Lokomotiv Moscou      | D1                    | 24          | 2           | 1                     | 0                     | C3                             | 8                              | 0                              | 33    | 2     |
| 2018-2019             | Lokomotiv Moscou      | D1                    | 9           | 0           | 6                     | 0                     | -                              | -                              | -                              | 15    | 0     |
| Sous-total            | Sous-total            | Sous-total            | 152         | 11          | 13                    | 0                     | -                              | 16                             | 0                              | 181   | 11    |
| 2019-2020             | Rubin Kazan           | D1                    | 4           | 0           | -                     | -                     | -                              | -                              | -                              | 4     | 0     |
| 2020-2021             | Rubin Kazan           | D1                    | 7           | 0           | 2                     | 0                     | -                              | -                              | -                              | 9     | 0     |
| Sous-total            | Sous-total            | Sous-total            | 11          | 0           | 2                     | 0                     | -                              | -                              | -                              | 13    | 0     |
| 2021-2022             | Veles Moscou          | D2                    | 7           | 1           | 2                     | 0                     | -                              | -                              | -                              | 9     | 1     |
| Total sur la carrière | Total sur la carrière | Total sur la carrière | 249         | 16          | 29                    | 3                     | -                              | 16                             | 0                              | 294   | 19    |

## Palmarès
Lokomotiv Moscou
- Champion de Russie en 2018.
- Vainqueur de la Coupe de Russie en 2017 et 2019.
- Finaliste de la Supercoupe de Russie en 2015, 2017 et 2018.